# Maresia
Maresia  (hrv. maresia; lat. Maresia), biljni rod iz porodice krstašica (Brassicaceae).
Na popisu je 5 vrsta na području Sredozemlja,  od čega U Hrvatskoj raste mala maresia (Maresia nana).  

## Vrste
1. Maresia doumetiana (Coss.) Batt.
2. Maresia malcolmioides (Coss. & Durieu) Pomel
3. Maresia nana (DC.) Batt.
4. Maresia pulchella (DC.) O.E.Schulz
5. Maresia pygmaea (DC.) O.E.Schulz